# Кибл, Крис
Крис Кибл (англ. Chris Keeble; род. 14 ноября 1941, Кветта, Британская Индия) — офицер вооружённых сил Великобритании, принимавший участие в Фолклендской войне. Награждён орденом «За выдающиеся заслуги».

## Биография
Родился в Кветте (Британская Индия) и получил начальное образование в школе бенедиктинцев Douai, а затем продолжил обучение в Королевской военной академии в Сандхерсте.
В феврале 1964 года получил направление в Королевский Лестерширский полк британской армии, который семь месяцев спустя был реорганизован в Королевский английский полк. В 1972 году поступил на службу в Парашютный полк, а в 1975 году ему было присвоено звание майора.
28-29 мая 1982 года, в сражении при Гус-Грин во время Фолклендской войны, Крис Кибл принял командование 2-м батальоном Парашютного полка после того, как его командир, подполковник Герберт Джонс, был убит в бою. Майор Крис Кибл взял на себя руководство батальоном в тот момент, когда атака на позиции сухопутных войск Аргентины была сорвана, потеряв 16 % личного состава, у него не хватало боеприпасов, он не спал в течение 40 часов и находился в ослабленном состоянии, и мог получить контратаку со стороны аргентинских вооружённых сил, находящихся поблизости. После того, как он, будучи верующим христианином, в одиночестве преклонил колени в молитве в поисках совета относительно дальнейших действий, то решил воздержаться от новых атак, чтобы попробовать психологическую уловку. Он отпустил нескольких захваченных в плен аргентинских военных в направлении их гарнизона с предложением о капитуляции или в противном случае угрозой крупномасштабного нападения со стороны британских войск при поддержке артиллерии, что являлось блефом. Аргентинский подполковник Итало Пьяджи счет угрозы реальными и без сопротивления сдал гарнизон британскому парашютному полку.
После битвы, несмотря на желание солдат Парашютного полка, чтобы Крис Кибл оставался командующим, его заменил подполковник Дэвид Чандлер, который прибыл из Великобритании, чтобы взять на себя командование батальоном. После окончания Фолклендской войны Крис Кибл был награжден орденом «За выдающиеся заслуги».
Затем командовал 15-м парашютным батальоном территориальной армии, базирующимся в Шотландии, со штаб-квартирой в Глазго. Крис Кибл окончил военную карьеру в звании подполковника 27 сентября 1987 года, его последнее назначение — штабной офицер 1-го разряда в союзных войска Центральной Европы в Нидерландах.
После ухода в отставку из британской армии основал консультационную фирму по вопросам управленческого консалтинга, где давал инструкции по соблюдению баланса между «этикой трансформации бизнеса и этикой процветания людей». В настоящее время является действительным членом Манчестерского колледжа Харриса Оксфордского университета.